# Eric Nenninger
Eric Nenninger (* 19. November 1978 in St. Louis, Missouri) ist ein US-amerikanischer Schauspieler.

## Karriere
Eric Nenningers Karriere begann als Mitwirkender in einer Folge von Akte X – Die unheimlichen Fälle des FBI. Danach hatte er noch ein paar Gastauftritte in anderen Fernsehserien, bis ihm der Durchbruch bei der Sitcom Malcolm mittendrin gelang, wo er den Schulkollegen und späteren Arbeitskollegen der Hauptrolle Francis (Christopher Masterson) spielte. Daraufhin war er in vielen Fernsehserien wie CSI: Den Tätern auf der Spur und Generation Kill zu sehen. 2009 verkörperte er in den Filmen Reconciliation und Half – Dragon Sanchez zwei Hauptrollen und 2010 im Fernsehfilm Amish Grace.

## Filmografie

### Film
- 2003: Jeepers Creepers 2
- 2003: The Pool at Maddy Breaker’s
- 2004: Then Comes Marriage
- 2009: Half – Dragon Sanchez
- 2009: Reconciliation
- 2010: Amish Grace

### Fernsehen
- 2000: Akte X – Die unheimlichen Fälle des FBI (The X-Files, Episode 7x09)
- 2000: Emergency Room – Die Notaufnahme (ER, Episode 7x09)
- 2000: Opposite Sex (Episode 1x05)
- 2000–2002: Malcolm mittendrin (Malcolm in the Middle, 28 Episoden)
- 2000, 2009: CSI: Den Tätern auf der Spur (CSI: Crime Scene Investigation, 2 Episoden, verschiedene Figuren)
- 2004: JAG – Im Auftrag der Ehre (JAG, Staffel 9, Folge 23)
- 2008: Generation Kill (Miniserie)
- 2009: Bones – Die Knochenjägerin (Bones, Episode 4x15)
- 2009: 24 (Episode 7x18)
- 2011–2012: Weeds – Kleine Deals unter Nachbarn (Weeds, 4 Episoden)
- 2016: Criminal Minds (Episode 11x12)
- 2017–2018: One Day at a Time (6 Episoden)
- 2018: The Mick[1] (Episode 2x12)
- 2018: Lucifer (Episode 3x22)
- 2019: The Big Bang Theory (Episode 14x12)
- 2019: The Politician (2 Episoden)
- 2020–2021: The Flash (4 Episoden)
- 2025: The Rookie (1 Episode)